# Sąglewo
Sąglewo – przysiółek wsi Boguchwały w Polsce, położony w województwie warmińsko-mazurskim, w powiecie ostródzkim, w gminie Miłakowo.
W latach 1975–1998 przysiółek administracyjnie należał do województwa olsztyńskiego.
W roku 1973 jako kolonia Sąglewo należało do powiatu morąskiego, gmina Miłakowo, poczta Boguchwały.